# Vega Alta del Segura
Die Comarca Vega Alta del Segura ist eine der zwölf Comarcas in der autonomen Gemeinschaft Murcia.
Die im Norden gelegene Comarca umfasst 3 Gemeinden auf einer Fläche von 569,28 km².

## Gemeinden
| Gemeinde                     | Einwohner (2024) | Fläche km² | Dichte Einw./km² | Cod INE | Postleitzahl |
| ---------------------------- | ---------------- | ---------- | ---------------- | ------- | ------------ |
| Abarán                       | 13.000           | 114,94     | 113              | 30002   | 30550        |
| Blanca                       | 6.825            | 87,32      | 78               | 30011   | 30540        |
| Cieza                        | 35.361           | 367,02     | 96               | 30019   | 30530        |
| Comarca Vega Alta del Segura | 55.186           | 569,28     | 97               | –       | –            |

1. ↑  Instituto Nacional de Estadística Municipal Register of Spain